# Ligue des champions de l'UEFA 2006-2007
Navigation
Édition précédente Édition suivante
La Ligue des champions 2006-2007 met aux prises les meilleurs clubs de football du continent européen. Pour cette 52e édition (la 15e sous l'appellation actuelle), Athènes est choisie pour organiser la finale au stade olympique, le 23 mai 2007.
La compétition est remportée par le Milan AC, qui gagne la septième Ligue des champions de son histoire en battant en finale le club de Liverpool lors d'un « remake » de la fameuse finale de 2005.

## Participants
|     | Espagne                        | Italie      | Angleterre        |
| --- | ------------------------------ | ----------- | ----------------- |
| 1er | FC Barcelone (Tenant du titre) | Inter Milan | Chelsea           |
| 2e  | Real Madrid                    | AS Rome     | Manchester United |

|     | Allemagne     | France                | Portugal          |
| --- | ------------- | --------------------- | ----------------- |
| 1er | Bayern Munich | Olympique lyonnais    | FC Porto          |
| 2e  | Werder Brême  | Girondins de Bordeaux | Sporting Portugal |

|     | Pays-Bas      | Grèce      | Belgique       | Écosse         |
| --- | ------------- | ---------- | -------------- | -------------- |
| 1er | PSV Eindhoven | Olympiakos | RSC Anderlecht | Celtic Glasgow |

| Troisième tour de qualification | Troisième tour de qualification |
| --- | --- |
| - Champion - Turquie : Galatasaray - République tchèque : Slovan Liberec - Russie : CSKA Moscou - Autriche : Austria Vienne - Ukraine : Chakhtar Donetsk - Israël : Maccabi Haïfa - Deuxième - Grèce : AEK Athènes - Belgique : Standard de Liège                                                                       | - Troisième - Espagne : Valence CF - Italie : Milan AC - Angleterre : Liverpool FC - Allemagne : Hambourg SV - France : LOSC Lille - Portugal : Benfica Lisbonne - Quatrième - Italie : Chievo Verone - Espagne : Osasuna - Angleterre : Arsenal - Pays-Bas : Ajax Amsterdam                                       |
| Deuxième tour de qualification | |
| - Champion - Serbie : Étoile rouge de Belgrade - Pologne : Legia Varsovie - Suisse : FC Zurich - Norvège : Valerenga IF - Bulgarie : Levski Sofia - Croatie : Dinamo Zagreb - Danemark : FC Copenhague - Hongrie : Debrecen VSC - Roumanie : Steaua Bucarest - Suède : Djurgårdens IF - Slovaquie : MFK Ružomberok      | - Deuxième - Écosse : Heart of Midlothian - Turquie : Fenerbahçe - République tchèque : Mladá Boleslav - Russie : Spartak Moscou - Autriche : Red Bull Salzbourg - Ukraine : Dynamo Kiev |
| Premier tour de qualification | |
| - Slovénie : ND Gorica - Chypre : Apollon Limassol - Bosnie-Herzégovine : Široki Brijeg - Lettonie : Liepājas Metalurgs - Finlande : MyPa 47 - Moldavie : Sheriff Tiraspol - Géorgie : Sioni Bolnissi - Lituanie : Ekranas Panevėžys - Islande : FH Hafnarfjörður - Macédoine : Rabotnički Skopje - Irlande : Cork City | - Biélorussie : Chakhtior Salihorsk - Arménie : Pyunik Erevan - Malte : Birkirkara FC - Albanie : KS Elbasan - Estonie : TVMK Tallinn - Irlande du Nord : Linfield FC - Pays de Galles : The New Saints - Luxembourg : F91 Dudelange - Azerbaïdjan : FK Bakou - Îles Féroé : B36 Tórshavn - Kazakhstan : FK Aktobe |

## Phase préliminaire à élimination directe
Les équipes marquées d'un astérisque sont têtes de série lors du tirage au sort et ne peuvent se rencontrer.

### Premier tour de qualification
Les matchs du premier tour se sont déroulés les 11 et 12 juillet pour les matchs aller, les 18 et 19 juillet pour les matchs retour.
| Match | Pays | Club                | Aller | Total | Retour | Club                       | Pays |
| ----- | ---- | ------------------- | ----- | ----- | ------ | -------------------------- | ---- |
| 1     |      | Pyunik Erevan       | 0-0   | 0-2   | 0-2    | FC Sheriff Tiraspol*       |      |
| 2     |      | TVMK Tallinn        | 2-3   | 3-4   | 1-1    | FH Hafnarfjörður*          |      |
| 3     |      | KS Elbasani         | 1-0   | 1-3   | 0-3    | Ekranas Panevežys*         |      |
| 4     |      | Sioni Bolnissi*     | 2-0   | 2-1   | 0-1    | FK Bakou                   |      |
| 5     |      | Birkirkara FC*      | 0-3   | 2-5   | 2-2    | B36 Tórshavn               |      |
| 6     |      | F91 Dudelange       | 0-1   | 0-1   | 0-0    | Rabotnicki Kometal Skopje* |      |
| 7     |      | Linfield FC         | 1-3   | 3-5   | 2-2    | ND Gorica*                 |      |
| 8     |      | MyPa 47*            | 1-0   | 2-0   | 1-0    | The New Saints FC          |      |
| 9     |      | Metalurgs Liepaja*  | 1-0   | 2-1   | 1-1    | FK Aktobe                  |      |
| 10    |      | Chakhtior Soligorsk | 0-1   | 0-2   | 0-1    | NK Široki Brijeg*          |      |
| 11    |      | Cork City FC        | 1-0   | 2-1   | 1-1    | Apollon Limassol*          |      |

### Second tour de qualification
Les matchs du second tour ont été planifiés pour les 25 et 26 juillet pour les matchs aller, et le 2 août pour les matchs retour.
| Match | Pays | Club                 | Aller | Total | Retour | Club                      | Pays |
| ----- | ---- | -------------------- | ----- | ----- | ------ | ------------------------- | ---- |
| 1     |      | Ekranas Panevežys    | 1-4   | 3-9   | 2-5    | Dinamo Zagreb*            |      |
| 2     |      | FC Sheriff Tiraspol  | 1-1   | 1-1   | 0-0    | Spartak Moscou*           |      |
| 3     |      | Debrecen VSC*        | 1-1   | 2-5   | 1-4    | Rabotnicki Kometal Skopje |      |
| 4     |      | ND Gorica            | 0-2   | 0-5   | 0-3    | Steaua Bucarest*          |      |
| 5     |      | FC Copenhague*       | 2-0   | 4-2   | 2-2    | MyPa 47                   |      |
| 6     |      | FK Mladá Boleslav    | 3-1   | 5-3   | 2-2    | Vålerenga IF*             |      |
| 7     |      | Djurgårdens IF*      | 1-0   | 2-3   | 1-3    | MFK Ružomberok            |      |
| 8     |      | FH Hafnarfjörður     | 0-1   | 0-3   | 0-2    | Legia Varsovie*           |      |
| 9     |      | FC Zurich*           | 2-1   | 2-3   | 0-2    | Red Bull Salzbourg        |      |
| 10    |      | Fenerbahçe*          | 4-0   | 9-0   | 5-0    | B36 Tórshavn              |      |
| 11    |      | Heart of Midlothian* | 3-0   | 3-0   | 0-0    | NK Široki Brijeg          |      |
| 12    |      | Metalurgs Liepaja    | 1-4   | 1-8   | 0-4    | Dynamo Kiev*              |      |
| 13    |      | Cork City FC         | 0-1   | 0-4   | 0-3    | Étoile rouge de Belgrade* |      |
| 14    |      | Levski Sofia*        | 2-0   | 4-0   | 2-0    | Sioni Bolnissi            |      |

### Troisième tour de qualification
Les matchs du troisième tour ont été planifiés pour les 8 et 9 août pour les matchs aller, et les 22 et 23 août pour les matchs retour.
| Match | Pays      | Club                | Aller | Total | Retour | Club                      | Pays               |
| ----- | --------- | ------------------- | ----- | ----- | ------ | ------------------------- | ------------------ |
| 1     |           | Dinamo Zagreb       | 0-3   | 1-5   | 1-2    | Arsenal*                  | Angleterre         |
| 2     |           | Spartak Moscou      | 0-0   | 2-1   | 2-1    | FC Slovan Liberec*        | République tchèque |
| 3     | France    | LOSC Lille*         | 3-0   | 4-0   | 1-0    | Rabotnicki Kometal Skopje |                    |
| 4     |           | Steaua Bucarest*    | 2-2   | 4-3   | 2-1    | Standard de Liège         | Belgique           |
| 5     |           | FC Copenhague       | 1-2   | 3-2   | 2-0    | Ajax Amsterdam*           | Pays-Bas           |
| 6     |           | FK Mladá Boleslav   | 2-5   | 3-6   | 1-1    | Galatasaray*              | Turquie            |
| 7     |           | MFK Ružomberok      | 0-3   | 0-5   | 0-2    | CSKA Moscou*              |                    |
| 8     |           | Legia Varsovie      | 0-1   | 2-4   | 2-3    | FC Chakhtar Donetsk*      | Ukraine            |
| 9     |           | Red Bull Salzbourg  | 1-0   | 1-3   | 0-3    | Valence CF*               | Espagne            |
| 10    |           | Fenerbahçe          | 1-3   | 3-5   | 2-2    | Dynamo Kiev*              | Ukraine            |
| 11    |           | Heart of Midlothian | 1-2   | 1-5   | 0-3    | AEK Athènes*              | Grèce              |
| 12    | Autriche  | Austria Vienne      | 1-1   | 1-4   | 0-3    | Benfica*                  | Portugal           |
| 13    | Italie    | Milan AC*           | 1-0   | 3-1   | 2-1    | Étoile rouge de Belgrade  | Serbie             |
| 14    |           | Levski Sofia*       | 2-0   | 4-2   | 2-2    | Chievo Vérone             | Italie             |
| 15    | Israël    | Maccabi Haïfa       | 1-1   | 2-3   | 1-2    | Liverpool FC*             | Angleterre         |
| 16    | Allemagne | Hambourg SV*        | 0-0   | 1-1   | 1-1    | Osasuna Pampelune         | Espagne            |

1. ↑  Compte tenu du scandale du Calcio, le Milan AC (initialement deuxième), a terminé troisième du dernier championnat italien après les réajustements et privations de points.
Après le feu vert de l'UEFA, donné le mercredi 2 août, le club lombard prendra donc part au troisième tour préliminaire de la Ligue des Champions.

Les équipes éliminées du troisième tour disputent le premier tour de la Coupe UEFA 2006-2007.

## Les clubs qualifiés
Pour le tirage au sort de la phase de groupes, le 24 août 2006, les équipes étaient réparties entre quatre chapeaux selon leur niveau.
Un groupe est composé d'une équipe de chaque chapeau.
Les équipes étaient réparties comme suit :
| Groupe | Pot 1             | Pot 2              | Pot 3                 | Pot 4             |
| ------ | ----------------- | ------------------ | --------------------- | ----------------- |
| A      | FC Barcelone      | Chelsea            | Werder Brême          | Levski Sofia      |
| B      | Inter Milan       | Bayern Munich      | Sporting Portugal     | Spartak Moscou    |
| C      | Liverpool         | PSV Eindhoven      | Girondins de Bordeaux | Galatasaray       |
| D      | Valence CF        | AS Rome            | Olympiakos            | Chakhtior Donetsk |
| E      | Real Madrid       | Olympique lyonnais | Steaua Bucarest       | Dynamo Kiev       |
| F      | Manchester United | Celtic Glasgow     | Benfica               | FC Copenhague     |
| G      | Arsenal           | FC Porto           | CSKA Moscou           | Hambourg SV       |
| H      | Milan AC          | LOSC Lille         | AEK Athènes           | RSC Anderlecht    |

## Phase de groupes
Les 16 vainqueurs du tour précédent, les champions des 10 fédérations classées entre le 1er et le 10e rang du classement UEFA ainsi que les vice-champions des 6 fédérations classées entre le 1er et le 6e rang, soit un total de 32 équipes, sont répartis en huit groupes de quatre équipes. Chaque équipe joue deux fois contre les trois autres équipes du groupe.
Pour départager des équipes en cas d'égalité à l'issue de la dernière journée, on utilise d'abord les matchs particuliers entre elles (1), puis dans les matchs particuliers, les buts marqués (2) les buts marqués à l'extérieur (3), puis sur l'ensemble du groupe, la différence de buts (4), le nombre de buts (5), et enfin le coefficient UEFA.
Pour les groupes A, B, C, et D les six journées se tiennent les 12 septembre, 27 septembre, 18 octobre, 31 octobre, 22 novembre et 5 décembre. Pour les groupes E, F, G, et H les six journées se tiennent les 13 septembre, 26 septembre, 17 octobre, 1er novembre, 21 novembre et 6 décembre.
Les deux premiers de chaque groupe sont qualifiés pour les huitièmes de finale alors que les troisièmes sont reversés dans le troisième tour de la Coupe UEFA.
Curieusement et pour la première fois dans l'histoire de la Ligue des Champions, seules les équipes qui faisaient partie des chapeaux 1 et 2 du tirage au sort se sont qualifiées pour les huitièmes de finale.

## Phase à élimination directe finale

### Tableau
|  | Huitièmes de finale       | Huitièmes de finale       | Huitièmes de finale       |                   |   | Quarts de finale   | Quarts de finale   | Quarts de finale   |  |  | Demi-finales           | Demi-finales           | Demi-finales           |  |  | Finale                                | Finale                                |
|  |                           |                           |                           |                   |   |                    |                    |                    |  |  |                        |                        |                        |  |  |                                       |                                       |
|  | 21 février et 6 mars 2007 | 21 février et 6 mars 2007 | 21 février et 6 mars 2007 |                   |   | 4 et 10 avril 2007 | 4 et 10 avril 2007 | 4 et 10 avril 2007 |  |  | 24 avril et 2 mai 2007 | 24 avril et 2 mai 2007 | 24 avril et 2 mai 2007 |  |  | 23 mai 2007, stade olympique, Athènes | 23 mai 2007, stade olympique, Athènes |
|  | 21 février et 6 mars 2007 | 21 février et 6 mars 2007 | 21 février et 6 mars 2007 |                   |   | 4 et 10 avril 2007 | 4 et 10 avril 2007 | 4 et 10 avril 2007 |  |  | 24 avril et 2 mai 2007 | 24 avril et 2 mai 2007 | 24 avril et 2 mai 2007 |  |  | 23 mai 2007, stade olympique, Athènes | 23 mai 2007, stade olympique, Athènes |
|  | AS Rome                   | 0                         | 2                         |                   |   | 4 et 10 avril 2007 | 4 et 10 avril 2007 | 4 et 10 avril 2007 |  |  | 24 avril et 2 mai 2007 | 24 avril et 2 mai 2007 | 24 avril et 2 mai 2007 |  |  | 23 mai 2007, stade olympique, Athènes | 23 mai 2007, stade olympique, Athènes |
|  | AS Rome                   | 0                         | 2                         |                   |   | 4 et 10 avril 2007 | 4 et 10 avril 2007 | 4 et 10 avril 2007 |  |  | 24 avril et 2 mai 2007 | 24 avril et 2 mai 2007 | 24 avril et 2 mai 2007 |  |  | 23 mai 2007, stade olympique, Athènes | 23 mai 2007, stade olympique, Athènes |
|  | Olympique lyonnais        | 0                         | 0                         |                   |   | 4 et 10 avril 2007 | 4 et 10 avril 2007 | 4 et 10 avril 2007 |  |  | 24 avril et 2 mai 2007 | 24 avril et 2 mai 2007 | 24 avril et 2 mai 2007 |  |  | 23 mai 2007, stade olympique, Athènes | 23 mai 2007, stade olympique, Athènes |
|  | Olympique lyonnais        | 0                         | 0                         | AS Rome           | 2 | 1                  |                    |                    |  |  | 24 avril et 2 mai 2007 | 24 avril et 2 mai 2007 | 24 avril et 2 mai 2007 |  |  | 23 mai 2007, stade olympique, Athènes | 23 mai 2007, stade olympique, Athènes |
|  | 20 février et 7 mars 2007 |                           |                           | AS Rome           | 2 | 1                  |                    |                    |  |  | 24 avril et 2 mai 2007 | 24 avril et 2 mai 2007 | 24 avril et 2 mai 2007 |  |  | 23 mai 2007, stade olympique, Athènes | 23 mai 2007, stade olympique, Athènes |
|  |                           | Manchester United         | 1                         | 7                 |   |                    |                    |                    |  |  | 24 avril et 2 mai 2007 | 24 avril et 2 mai 2007 | 24 avril et 2 mai 2007 |  |  | 23 mai 2007, stade olympique, Athènes | 23 mai 2007, stade olympique, Athènes |
|  | LOSC Lille                | Manchester United         | 1                         | 7                 | 0 | 0                  |                    |                    |  |  | 24 avril et 2 mai 2007 | 24 avril et 2 mai 2007 | 24 avril et 2 mai 2007 |  |  | 23 mai 2007, stade olympique, Athènes | 23 mai 2007, stade olympique, Athènes |
|  | LOSC Lille                | 3 et 11 avril 2007        |                           |                   | 0 | 0                  |                    |                    |  |  | 24 avril et 2 mai 2007 | 24 avril et 2 mai 2007 | 24 avril et 2 mai 2007 |  |  | 23 mai 2007, stade olympique, Athènes | 23 mai 2007, stade olympique, Athènes |
|  | Manchester United         | 1                         | 1                         |                   |   |                    |                    |                    |  |  | 24 avril et 2 mai 2007 | 24 avril et 2 mai 2007 | 24 avril et 2 mai 2007 |  |  | 23 mai 2007, stade olympique, Athènes | 23 mai 2007, stade olympique, Athènes |
|  | Manchester United         | 1                         | 1                         | Manchester United | 3 | 0                  |                    |                    |  |  |                        |                        |                        |  |  | 23 mai 2007, stade olympique, Athènes | 23 mai 2007, stade olympique, Athènes |
|  | 20 février et 7 mars 2007 |                           |                           | Manchester United | 3 | 0                  |                    |                    |  |  |                        |                        |                        |  |  | 23 mai 2007, stade olympique, Athènes | 23 mai 2007, stade olympique, Athènes |
|  |                           | Milan AC                  | 2                         | 3                 |   |                    |                    |                    |  |  |                        |                        |                        |  |  | 23 mai 2007, stade olympique, Athènes | 23 mai 2007, stade olympique, Athènes |
|  | Celtic Glasgow            | Milan AC                  | 2                         | 3                 | 0 | 0                  |                    |                    |  |  |                        |                        |                        |  |  | 23 mai 2007, stade olympique, Athènes | 23 mai 2007, stade olympique, Athènes |
|  | Celtic Glasgow            | 25 avril et 1er mai 2007  |                           |                   | 0 | 0                  |                    |                    |  |  |                        |                        |                        |  |  | 23 mai 2007, stade olympique, Athènes | 23 mai 2007, stade olympique, Athènes |
|  | Milan AC                  | 0                         | 1 ap                      |                   |   |                    |                    |                    |  |  |                        |                        |                        |  |  | 23 mai 2007, stade olympique, Athènes | 23 mai 2007, stade olympique, Athènes |
|  | Milan AC                  | 0                         | 1 ap                      | Milan AC          | 2 | 2                  |                    |                    |  |  |                        |                        |                        |  |  | 23 mai 2007, stade olympique, Athènes | 23 mai 2007, stade olympique, Athènes |
|  | 20 février et 7 mars 2007 |                           |                           | Milan AC          | 2 | 2                  |                    |                    |  |  |                        |                        |                        |  |  | 23 mai 2007, stade olympique, Athènes | 23 mai 2007, stade olympique, Athènes |
|  |                           | Bayern Munich             | 2                         | 0                 |   |                    |                    |                    |  |  |                        |                        |                        |  |  | 23 mai 2007, stade olympique, Athènes | 23 mai 2007, stade olympique, Athènes |
|  | Real Madrid               | Bayern Munich             | 2                         | 0                 | 3 | 1                  |                    |                    |  |  |                        |                        |                        |  |  | 23 mai 2007, stade olympique, Athènes | 23 mai 2007, stade olympique, Athènes |
|  | Real Madrid               | 4 et 10 avril 2007        |                           |                   | 3 | 1                  |                    |                    |  |  |                        |                        |                        |  |  | 23 mai 2007, stade olympique, Athènes | 23 mai 2007, stade olympique, Athènes |
|  | Bayern Munich             | 2E                        | 2                         |                   |   |                    |                    |                    |  |  |                        |                        |                        |  |  | 23 mai 2007, stade olympique, Athènes | 23 mai 2007, stade olympique, Athènes |
|  | Bayern Munich             | 2E                        | 2                         | Milan AC          | 2 |                    |                    |                    |  |  |                        |                        |                        |  |  |                                       |                                       |
|  | 21 février et 6 mars 2007 |                           |                           | Milan AC          | 2 |                    |                    |                    |  |  |                        |                        |                        |  |  |                                       |                                       |
|  |                           | Liverpool                 | 1                         |                   |   |                    |                    |                    |  |  |                        |                        |                        |  |  |                                       |                                       |
|  | FC Porto                  | Liverpool                 | 1                         | 1                 | 1 |                    |                    |                    |  |  |                        |                        |                        |  |  |                                       |                                       |
|  | FC Porto                  |                           |                           | 1                 | 1 |                    |                    |                    |  |  |                        |                        |                        |  |  |                                       |                                       |
|  | Chelsea                   | 1                         | 2                         |                   |   |                    |                    |                    |  |  |                        |                        |                        |  |  |                                       |                                       |
|  | Chelsea                   | 1                         | 2                         | Chelsea           | 1 | 2                  |                    |                    |  |  |                        |                        |                        |  |  |                                       |                                       |
|  | 21 février et 6 mars 2007 |                           |                           | Chelsea           | 1 | 2                  |                    |                    |  |  |                        |                        |                        |  |  |                                       |                                       |
|  |                           | Valence CF                | 1                         | 1                 |   |                    |                    |                    |  |  |                        |                        |                        |  |  |                                       |                                       |
|  | Inter Milan               | Valence CF                | 1                         | 1                 | 2 | 0                  |                    |                    |  |  |                        |                        |                        |  |  |                                       |                                       |
|  | Inter Milan               | 3 et 11 avril 2007        |                           |                   | 2 | 0                  |                    |                    |  |  |                        |                        |                        |  |  |                                       |                                       |
|  | Valence CF                | 2E                        | 0                         |                   |   |                    |                    |                    |  |  |                        |                        |                        |  |  |                                       |                                       |
|  | Valence CF                | 2E                        | 0                         | Chelsea           | 1 | 0ap (1)            |                    |                    |  |  |                        |                        |                        |  |  |                                       |                                       |
|  | 20 février et 7 mars 2007 |                           |                           | Chelsea           | 1 | 0ap (1)            |                    |                    |  |  |                        |                        |                        |  |  |                                       |                                       |
|  |                           | Liverpool                 | 0                         | 1 tab(4)          |   |                    |                    |                    |  |  |                        |                        |                        |  |  |                                       |                                       |
|  | PSV Eindhoven             | Liverpool                 | 0                         | 1 tab(4)          | 1 | 1                  |                    |                    |  |  |                        |                        |                        |  |  |                                       |                                       |
|  | PSV Eindhoven             |                           |                           |                   | 1 | 1                  |                    |                    |  |  |                        |                        |                        |  |  |                                       |                                       |
|  | Arsenal                   | 0                         | 1                         |                   |   |                    |                    |                    |  |  |                        |                        |                        |  |  |                                       |                                       |
|  | Arsenal                   | 0                         | 1                         | PSV Eindhoven     | 0 | 0                  |                    |                    |  |  |                        |                        |                        |  |  |                                       |                                       |
|  | 21 février et 6 mars 2007 |                           |                           | PSV Eindhoven     | 0 | 0                  |                    |                    |  |  |                        |                        |                        |  |  |                                       |                                       |
|  |                           | Liverpool                 | 3                         | 1                 |   |                    |                    |                    |  |  |                        |                        |                        |  |  |                                       |                                       |
|  | FC Barcelone              | Liverpool                 | 3                         | 1                 | 1 | 1                  |                    |                    |  |  |                        |                        |                        |  |  |                                       |                                       |
|  | FC Barcelone              |                           |                           |                   | 1 | 1                  |                    |                    |  |  |                        |                        |                        |  |  |                                       |                                       |
|  | Liverpool                 | 2E                        | 0                         |                   |   |                    |                    |                    |  |  |                        |                        |                        |  |  |                                       |                                       |
|  | Liverpool                 | 2E                        | 0                         |                   |   |                    |                    |                    |  |  |                        |                        |                        |  |  |                                       |                                       |

### Huitièmes de finale
Le tirage au sort s'est tenu le 15 décembre 2006 à Nyon.
Les matchs aller se sont déroulés les 20 et 21 février 2007, les matchs retour les 6 et 7 mars.
| Match | Pays     | Club           | Aller | Total | Retour     | Club               | Pays       |
| ----- | -------- | -------------- | ----- | ----- | ---------- | ------------------ | ---------- |
| 1     | Portugal | FC Porto       | 1-1   | 2-3   | 1-2        | Chelsea            | Angleterre |
| 2     | Écosse   | Celtic Glasgow | 0-0   | 0-1   | 0-1 (a.p.) | Milan AC           | Italie     |
| 3     | Pays-Bas | PSV Eindhoven  | 1-0   | 2-1   | 1-1        | Arsenal            | Angleterre |
| 4     | France   | LOSC Lille     | 0-1   | 0-2   | 0-1        | Manchester United  | Angleterre |
| 5     | Italie   | AS Rome        | 0-0   | 2-0   | 2-0        | Olympique lyonnais | France     |
| 6     | Espagne  | FC Barcelone   | 1-2   | 2-2   | 1-0        | Liverpool FC       | Angleterre |
| 7     | Espagne  | Real Madrid    | 3-2   | 4-4   | 1-2        | Bayern Munich      | Allemagne  |
| 8     | Italie   | Inter Milan    | 2-2   | 2-2   | 0-0        | Valence CF         | Espagne    |

### Quarts de finale
Les matchs aller se sont déroulés les 3 et 4 avril 2007, les matchs retour les 10 et 11 avril.
| Match | Pays       | Club          | Aller | Total | Retour | Club              | Pays       |
| ----- | ---------- | ------------- | ----- | ----- | ------ | ----------------- | ---------- |
| 1     | Italie     | AS Rome       | 2-1   | 3-8   | 1-7    | Manchester United | Angleterre |
| 2     | Italie     | Milan AC      | 2-2   | 4-2   | 2-0    | Bayern Munich     | Allemagne  |
| 3     | Pays-Bas   | PSV Eindhoven | 0-3   | 0-4   | 0-1    | Liverpool FC      | Angleterre |
| 4     | Angleterre | Chelsea       | 1-1   | 3-2   | 2-1    | Valence CF        | Espagne    |

### Demi-finales
Les matchs aller se sont déroulés les 24 et 25 avril 2007, les matchs retour les 1 et 2 mai.
| Match | Pays       | Club              | Aller | Total | Retour           | Club         | Pays       |
| ----- | ---------- | ----------------- | ----- | ----- | ---------------- | ------------ | ---------- |
| 1     | Angleterre | Manchester United | 3-2   | 3-5   | 0-3              | Milan AC     | Italie     |
| 2     | Angleterre | Chelsea           | 1-0   | 1-1   | 0-1 ap (1-4) tab | Liverpool FC | Angleterre |

### Finale
La finale de cette ligue des champions s'est déroulée sur la pelouse du Stade olympique à Athènes. Comme en 2005, cette finale opposa Liverpool à l'AC Milan.
Contrairement à deux ans plus tôt, la première période n'a vu qu'un seul but être inscrit. C'est Filippo Inzaghi à la 45e minute qui marque sur une déviation d'un coup franc tiré par Andrea Pirlo trompant le gardien de Liverpool José Manuel Reina. Inzaghi dévie la trajectoire du ballon non intentionnellement avec son épaule. À la soixante-deuxième minute, Steven Gerrard crée la meilleure occasion pour Liverpool en s'inclinant sur un un-contre-un face au portier milanais Dida. Liverpool domine le match mais ne réussit pas à convertir en but sa supériorité. Milan en profite et inscrit son second but à la quatre-vingt-deuxième minute par un doublé de Filippo Inzaghi. Ce dernier amène la balle dans les filets adverses grâce à une passe décisive de Kaká qui s'était affranchi de la défense de Liverpool. La partie semble être finie mais suite à un corner, Dirk Kuyt, sur une déviation, place de la tête le ballon qui se loge sous la barre milanaise. Ce but redonne espoir à Liverpool à la quatre-vingt-neuvième minute de jeu mais les Anglais ne réussiront pas à revenir au score et la partie se termine sur la victoire de l'AC Milan par 2 buts à 1.
| 23 mai 2007 20:45 CEST | Milan AC                                   | 2 - 1 | Liverpool         | Stade olympique, Athènes                                                                                       | |
|                        | ( Pirlo) Inzaghi 45e · ( Kaká) Inzaghi 82e |       | 89e Kuyt (Agger ) | Arbitrage : Herbert Fandel Arbitres assistants : Carsten Kadach Volker Wezel Quatrième arbitre : Florian Meyer | Arbitrage : Herbert Fandel Arbitres assistants : Carsten Kadach Volker Wezel Quatrième arbitre : Florian Meyer |
|                        | Rapport                                    |       |                   | Arbitrage : Herbert Fandel Arbitres assistants : Carsten Kadach Volker Wezel Quatrième arbitre : Florian Meyer | Arbitrage : Herbert Fandel Arbitres assistants : Carsten Kadach Volker Wezel Quatrième arbitre : Florian Meyer |

## Meilleurs buteurs
Le Brésilien Kaká, de l'équipe victorieuse du Milan AC, a été le joueur ayant marqué le plus de buts de cette Ligue des champions.
| # |  | Joueur              | Club        | Buts |
| - |  | ------------------- | ----------- | ---- |
| 1 |  | Kaká                | Milan AC    | 10   |
| 2 |  | Peter Crouch        | Liverpool   | 6    |
|   |  | Didier Drogba       | Chelsea     | 6    |
|   |  | Fernando Morientes  | Valence CF  | 6    |
|   |  | Ruud van Nistelrooy | Real Madrid | 6    |

## Meilleurs passeurs
Le Gallois Ryan Giggs a été le joueur ayant fait le plus de passes décisives pendant cette Ligue des champions.
| # |          | Joueur            | Club               | Passes |
| - | -------- | ----------------- | ------------------ | ------ |
| 1 |          | Ryan Giggs        | Manchester United  | 7      |
| 2 |          | Juninho           | Olympique lyonnais | 5      |
| 2 | Portugal | Cristiano Ronaldo | Manchester United  | 5      |
| 4 |          | Clarence Seedorf  | Milan AC           | 4      |
| 4 |          | Steve Finnan      | Liverpool          | 4      |

## Coupe du monde des clubs
Suite à sa victoire en Ligue des champions, le Milan AC gagne également par la suite la Coupe du monde des clubs 2007.